# アントン・モーヴ
アントン・モーヴ（またはアントン・マウフェ、Anthonij (Anton) Rudolf Mauve、1838年9月18日 - 1888年2月5日）は、オランダの写実主義の画家である。ハーグ派のリーダーの一人であった。義理の従兄弟であるフィンセント・ファン・ゴッホの初期作品への影響でも知られる。

## 生涯
アントン・モーヴは、1838年、オランダ北ホラント州のザーンダムの町で生まれた。1歳の時、メノナイトの牧師だった父ヴィレム・カレル・モーヴが州都ハールレムに転勤となり、アントンはそこで育った。
オランダの画家Pieter van Os、次いでWouterus Verschuurのもとで絵を勉強した。さらに、パウル・ハブリエル(Paul Gabriël)と親交を結び、「オランダのバルビゾン」と呼ばれたオーステルベークに度々一緒に出かけて自然の絵を描いた。ヨゼフ・イスラエルスやウィレム・マリスとも交友した。
1872年、モーヴはハーグに居を構え、ハーグ派の主要画家となった。1876年、オランダ絵画協会の設立者の一人となり、また当時のハーグで最も有力な絵画協会であったプルクリ・スタジオにおいても主導的な役割を担った。
晩年2年間、彼は北ホラント州ラーレンの村に、ヨゼフ・イスラエルスやアルベルト・ヌーハイスとともに移り、「ラーレン派 (Larense School)」と呼ばれるようになった。
1888年2月5日、ヘルダーラント州アーネムで急死した。

## 作品
屋外の人々や動物を描いた作品が多い。例えば「浜辺の朝の乗馬」という作品では、上等の服を来た男たちが馬に乗り、鑑賞者から遠ざかっていくところが描かれる。伝統にとらわれない細部の描写や、手前に馬の糞を描いているところなどは、彼の写実主義への忠実さを示している。
また、畑で働く農夫の絵画、羊の群れの絵でも有名である。
- Anton Mauve
- 「浜辺の朝の乗馬」1876年。油彩、キャンバス、45 × 70 cm。アムステルダム国立美術館。
- 「羊飼いと羊の群れ」1880年頃。油彩、キャンバス。シンシナティ美術館。
- 「画家の妻アリエット・カルベントゥス、砂丘にて」

## ゴッホとの関係

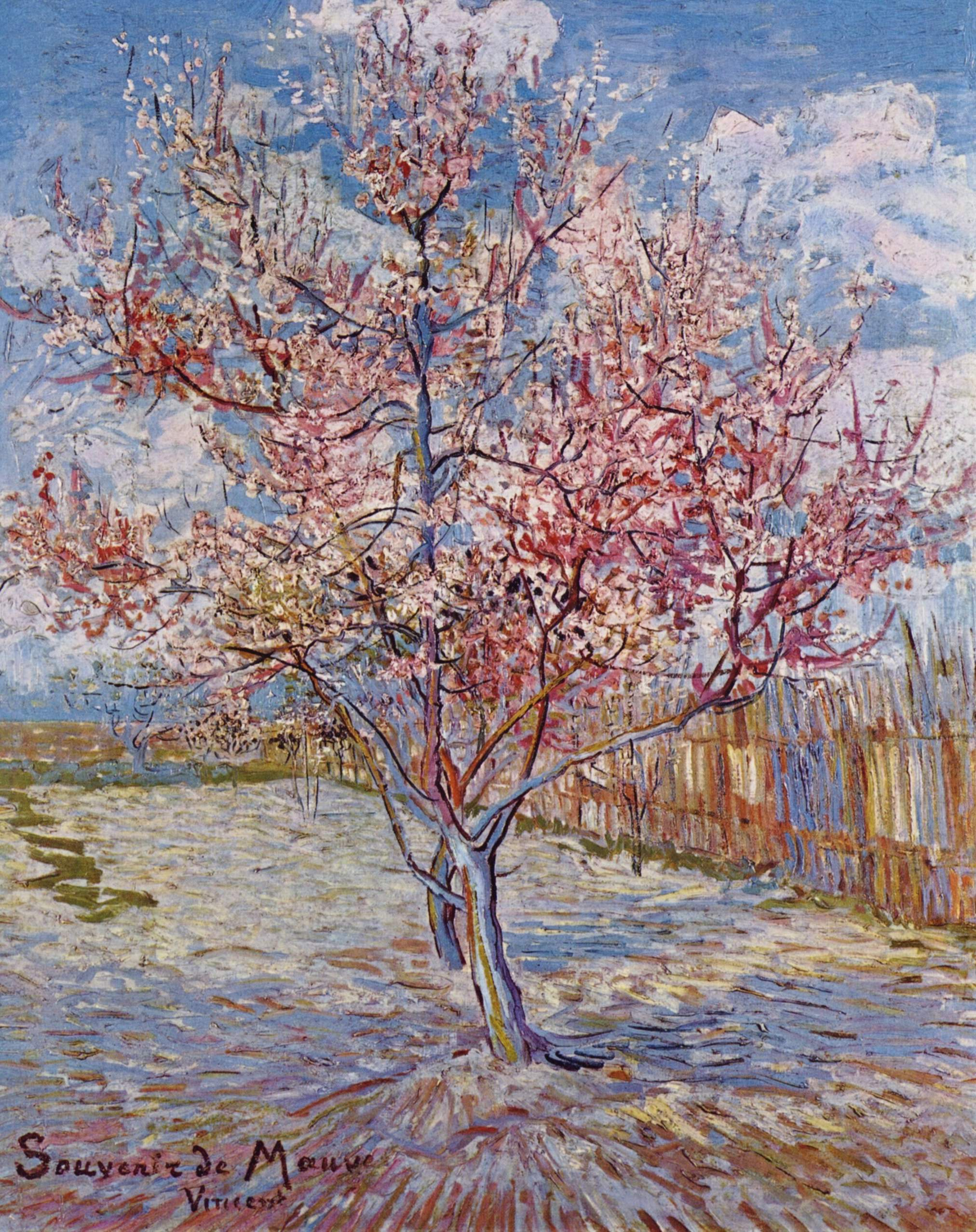
ゴッホの「花咲くモモの木」（1888年3月30日頃、クレラー・ミュラー美術館）。左下に「モーヴへの贈り物」と書かれている。

モーヴの妻アリーテ・ソフィーア・ジャーネッテ・カーベントゥス（Ariëtte (Jet) Sophia Jeannette Carbentus）は、ゴッホの従姉妹であり、ゴッホは画家を志した初期にモーヴを頼り、その影響を受けた。ゴッホの手紙の中でも繰り返しモーヴの名前が言及されている。
ゴッホは、1881年末にモーヴのアトリエで3週間を過ごし、油絵と水彩画の手ほどきを受けた。モーヴは、ゴッホを励まし、部屋代を貸してやったりもしたが、次第に彼への態度は冷たくなった。1882年5月の弟テオへの手紙の中で、ゴッホは、モーヴとの間で「とても残念な会話」があり、2人の関係は終わったと述べている。そして、それに続けて身重の娼婦シーン（クラシーナ・ホールニク）と自分の交際関係について弁護している。モーヴの態度が変わったのは、ゴッホとシーンの関係を聞いたためではないかと考えられる。ただ、ゴッホのモーヴに対する敬意はその後も変わらず、モーヴの急死を聞いて、ゴッホは1枚の絵を彼の思い出として描いている。